# Das edle Herz, WAB 65
Das edle Herz (La noblesse de cœur), WAB 65, est une œuvre chorale composée par Anton Bruckner vers 1851 lors de son séjour à l'Abbaye de Saint-Florian.

## Historique
Bruckner a composé l'œuvre sur un texte de Ernst Marinelli vers 1851 lors de son séjour à l'Abbaye de Saint-Florian. Il l'a composée pour la fête du nom de Johann Nepomuk Paulitsch, un des membres du chœur de Saint-Florian. On ignore si l'œuvre a été exécutée durant la vie du compositeur,.
Le manuscrit original, qui est entre-temps perdu, a été retrouvé dans la succession de l'ami de Bruckner, Rudolf Weinwurm. Une esquisse est archivée à l'Abbaye de Saint-Florian. Elle a été exécutée en 1988 par le chœur d'hommes de la Société Wagner de l'Université de Keio, Tokyo, et, par la suite, en 1994, à l'université du Connecticut.
L'œuvre, qui a d'abord été publiée dans le Volume II/2, pp. 111-113, de la biographie Göllerich/Auer,, est éditée dans le Volume XXIII/2, no 7 de la Bruckner Gesamtausgabe.
Note : Bruckner composé une deuxième œuvre sur le même texte (WAB 66) pour choeur mixte en 1857,.

## Texte
Das edle Herz utilise un texte de Ernst Marinelli.
| Wer im Busen nicht die Flamme Nur des eigenen Altars nährt, Wer den Blick der edlen Liebe Freudig zu dem Bruder kehrt, Wer sich nicht sich selbst geboren, Sondern seinem Schöpfer glaubt, Diesen Glauben nie verloren, Andern selben nie geraubt, Wer den Wert der eignen Habe Gern in dürft’ge Hände legt, Seines Wissens hehre Gabe Auch in fremde Herzen trägt, Wer im Segnen und Beglücken Seines Lebens Freude weiß, Dem erschallet mit Entzücken Dankerfüllter Seelenpreis. | Celui qui, dans son cœur, n'entretient pas Seulement la flamme de son propre autel, Mais tourne son regard d'amour noble Amicalement vers son frère, Celui qui ne croit pas à être né par lui-même, Mais croit en son Créateur, N'a jamais perdu cette foi, Et n'a jamais dérobé les autres, Celui qui met la valeur de ses propres biens Volontairement dans les mains des démunis, Procure le noble don de ses connaissances Aussi au cœur des autres, Celui qui sait que bénédiction et don Sont la joie de la vie, Que pour lui résonne avec enthousiasme Une louange reconnaissante de son âme. |

## Composition
L'œuvre de 46 mesures en la majeur est composée en 9/8 pour chœur d'hommes (TTBB). De la mesure 34 à la fin de l'œuvre, la partition passe en 4/4 en forme de choral sur "dankerfüllter Seelenpreis",.

## Discographie
Il n'y a pas encore d'enregistrement commercial de cette première version de Das edle Herz.

## Sources
- August Göllerich, Anton Bruckner. Ein Lebens- und Schaffens-Bild, vers 1922 – édition posthume par Max Auer, G. Bosse, Ratisbonne, 1932
- Anton Bruckner – Sämtliche Werke, Band XXIII/2: Weltliche Chorwerke (1843-1893), Musikwissenschaftlicher Verlag der Internationalen Bruckner-Gesellschaft, Angela Pachovsky et Anton Reinthaler (Éditeurs), Vienne, 1989
- Cornelis van Zwol, Anton Bruckner 1824-1896 – Leven en werken, uitg. Thot, Bussum, Pays-Bas, 2012.  (ISBN 978-90-6868-590-9)
- Uwe Harten, Anton Bruckner. Ein Handbuch. Residenz Verlag, Salzbourg, 1996.  (ISBN 3-7017-1030-9).